# Губной целовальник
Губной целовальник — должность в Московском государстве. В его основные полномочия входило контролирование действий губного старосты и розыск разбойников.
Название губной, по мнению Татищева, происходит от слова губить, губление. По сведениям Н. М. Карамзина, слово губа в древнем немецком праве означало усадьбу, а в российском — волость или ведомство.
В XVI веке губной целовальник — товарищ губного старосты, а в XVII веке — его подчинённый, предназначавшийся для разных поручений по губным делам.
Губные целовальники выбирались посадскими и уездными людьми, без всякого участия служилых людей, из тяглых классов населения, из людей «добрых и животом прожиточных, которых бы с такое дело стало», хотя бы и неграмотных.
Уложение царя Алексея, предписывая выбирать губных целовальников и других низших должностных лиц губного управления с посадов и с уездов с сох, с дворцовых сёл и чёрных волостей и со всяких сошных людей, и с патриарших, митрополичьих, архиепископских, епископских и монастырских и со всяких поместных и вотчинных земель, облегчало служилых людей тем, что с поместий и вотчин, в которых менее 20 человек крестьян, низших должностных лиц губного управления выбирать не велено. Обыкновенно для выбора губных целовальников уезд расписывался на кости, но допускались и самые разнообразные исключения. Ни срок, на который выбирались губные целовальники, ни число их не было определено законом; во всяком случае, смена их без государева указа из Москвы не допускалась. Выборные списки отсылались в Разбойный приказ в Москву, а к присяге Губные целовальники приводились на месте воеводами. Иногда губные целовальники получали «по их договору» подмогу от избирателей, а иногда вместо выборов нанимались на счёт сошных людей.